# 炭化銅(I)
炭化銅(I)（たんかどう いち、copper(I) carbide）は、化学式が Cu2C2 の無機化合物である。炭化銀(I)よりも熱や衝撃に敏感で、高い爆発性を示す。炭化銀(I)や炭化カルシウムと同様に金属アセチリドの一種である。

## 合成
炭化銅(I)はアンモニア存在下で塩化銅(I)溶液にアセチレンガスを通すと生成する。
{\displaystyle {\ce {C2H2\ + 2CuCl -> Cu2C2\ + 2HCl}}}
生成する炭化銅(I)の沈殿は赤みを帯びているため、この反応はアセチレンの検出に利用される。

## 用途
炭化銅(I)は例えば薗頭カップリングやカディオ・ホトキェヴィチカップリングなどの有機合成の中間体として現れる。